# Schweizerkniv
Schweizerkniv eller svejtserkniv er betegnelsen for en multifunktionel lommekniv oprindeligt leveret til den schweiziske hær.
Normalt har kniven – der i sin originale udgave produceres af Victorinox og Wenger (nu ejet af Victorinox) – et knivblad og forskellige værktøjer, der kan skjules i skæftet. Skæftet er almindeligvis rødt med et hvidt kors. Man valgte den røde farve for at man bedre skulle kunne finde den, hvis man taber den i sneen. Oprindelsen kan spores tilbage til Zürich omkring 1920 – de to producenter leverer årligt omkring 50.000 knive til den schweiziske hær.
Udtrykket "schweizerkniv" anvendes også til at beskrive andre typer værktøjer med flere praktiske funktioner, f.eks. software.
I knivene finder man forskellige kombinationer af værktøjer: et eller to knivblade, tandstikker, pincet, skruetrækker, phillips skruetrækker, saks, neglefil, forstørrelsesglas, kuglepen, dåseåbner, savblad. Nyeste tilføjelser er USB hukommelse, MP3-afspiller, digital højdemåler og laser pointer.

## Ekstern henvisning
- Victorinox Schweizerkniv